# Zonites messenicus
Zonites messenicus is een slakkensoort uit de familie van de Zonitidae. De wetenschappelijke naam van de soort is voor het eerst geldig gepubliceerd in 1965 door Zilch.